# Krnica
Krnica (italsky Carnizza d'Arsa) je vesnice a přímořské letovisko v Chorvatsku v Istrijské župě, spadající pod opčinu Marčana. Nachází se asi 21 km severovýchodně od Puly. V roce 2011 zde trvale žilo 286 obyvatel.
Celá vesnice Krnica se nachází ve vnitrozemí, má však přístup k moři skrze osadu Krnički Porat, rozkládající se u zátoky Luka Krnica, vzdálenou asi 2,3 km jihovýchodně od Krnice. V osadě se nachází malý přístav, několik apartmánů a restaurace.